# Гоньондз (гміна)
Гміна Гоньондз (пол. Gmina Goniądz) — місько-сільська гміна у східній Польщі. Належить до Монецького повіту Підляського воєводства.
Станом на 31 грудня 2011 у гміні проживало 5206 осіб.

## Територія
Згідно з даними за 2007 рік площа гміни становила 376.68 км², у тому числі:
- орні землі: 35.00%
- ліси: 30.00%

Таким чином, площа гміни становить 27.25% площі повіту.

## Населення
Станом на 31 грудня 2011:
| Опис     | Загалом | Загалом | Чоловіки | Чоловіки | Жінки | Жінки |
| -------- | ------- | ------- | -------- | -------- | ----- | ----- |
| одиниця  | осіб    | %       | осіб     | %        | осіб  | %     |
| все      | 5206    | 100     | 2584     | 49.64    | 2622  | 50.36 |
| міське   | 1928    | 100     | 899      | 46.63    | 1029  | 53.37 |
| сільське | 3278    | 100     | 1685     | 51.40    | 1593  | 48.60 |

## Сусідні гміни
Гміна Гоньондз межує з такими гмінами: Барглув-Косьцельни, Граєво, Монькі, Радзілув, Райгруд, Тшцянне, Штабін, Ясвіли.